# Rose Byrne
Mary Rose Byrne (Sídney, Australia; 24 de julio de 1979) es una actriz australiana. Ha actuado en películas como Troya (2004), Marie Antoinette (2006), 28 Weeks Later (2007), Sunshine (2007), Knowing (2009), Get Him to the Greek (2010), X-Men: primera generación (2011), The Hunter (2011), Insidious (2010), Bridesmaids (2011), Insidious: Chapter 2 (2013), Annie (2014), Spy (2015), X-Men: Apocalipsis (2016) y Familia al instante (2018). También es reconocida por haber interpretado a Ellen Parsons en la serie estadounidense Daños y perjuicios.

## Biografía
Rose Byrne es hija de Robin Byrne, un investigador y de Jan Byrne, directora de una escuela aborigen.[cita requerida] Tiene tres hermanos mayores, Alice (pintora de Melbourne), Lucy (publicista) y George (cantante y compositor de Sídney). Tiene ascendencia escocesa e irlandesa.[cita requerida]

## Carrera
Debutó en la gran pantalla con Dallas Doll en 1994; sus primeras apariciones en la gran pantalla fueron pequeños papeles en su Australia natal. También apareció en la telenovela Echo Point y la serie Heartbreak High, mientras estudió para conseguir el título del Teatro de Australia para gente joven.
En 1998 su nombre se añadió al reparto de Two Hands de Gregor Jordan, junto a Heath Ledger, en la que interpretaba a una inocente chica de campo, el amor de un joven en problemas con crímenes. Esta película consiguió un gran éxito y obtuvo elogios del público y de la crítica. Indudablemente, directores de EE. UU. se fijaron en ella después de la premiere de Two Hands en el festival de Sundance en 1999, pero no aparecería en una película de Hollywood hasta varios años después, cuando obtuvo un pequeño papel en Star Wars: Episode II - Attack of the Clones. Hacía de Dormé, la leal sirvienta de la senadora Amidala, donde «tenía que estar detrás de Natalie Portman y parecer seria».[cita requerida] Pasó a ser una actriz de culto.[cita requerida]
Después de esta experiencia consiguió su primer papel protagonista en The Goddess of 1967 de Clara Law, en 2000, donde interpretaba a un joven ciega, emocionalmente inestable debido a los abusos que sufrió. Para preparar su papel, aprendió y practicó durante cuatro semanas mímica para poder expresar con el cuerpo los sentimientos de este personaje.[cita requerida] Para ella fue el papel más difícil de su vida, pero con el que se sintió más satisfecha.[cita requerida] Los críticos nunca estuvieron más de acuerdo;[cita requerida] en el festival de Venecia de 2000 consiguió la Copa Volpi a la mejor actriz.
Más tarde vino My Mother Frank, donde también consiguió grandes elogios por parte de la crítica.[cita requerida] Después del estreno de Star Wars: Episode II - Attack of the Clones apareció en un pequeño papel secundario en City of Ghosts de Matt Dillon.
Los siguientes proyectos también cosecharon grandes elogios por parte de la crítica:[cita requerida] The Rage in Placid Lake, The Night We Called It a Day y I Capture the Castle, todas de 2003. En I Capture the Castle interpretó a un preciosa hija de una familia inglesa completamente pobre, que utiliza como vía hacia la riqueza a Rose, intentando hacerle un buen matrimonio; la película es la adaptación al cine de la novela del mismo nombre, que es todo un clásico en Reino Unido.
En 2004, Rose consiguió ser Briseida en Troya de Wolfgang Petersen, al lado de Brad Pitt, Eric Bana, Orlando Bloom y Peter O'Toole. Era un papel secundario, de una prima de Héctor y Paris que decide ser sacerdotisa de Apolo, pero al caer la Guerra de Troya se convierte en la esclava y en el objeto de deseo de Aquiles, pero pudo conseguir hacerle sombra al personaje de Helena de Troya,[cita requerida] interpretada por Diane Kruger.
En ese mismo año, y trabajando también con su compañera de Troya, Diane Kruger, apareció en Wicker Park, el remake estadounidense de una película francesa llamada El apartamento. Fue su primer papel oscuro, en donde un hombre intenta encontrar a la mujer de la que se ha enamorado de una manera obsesiva, mientras que está siendo manipulado por otra (Rose), tratando de apartarlos.
En 2005 volvió a trabajar con otro de sus compañeros de Troya, Peter O'Toole, en una miniserie de la BBC, Casanova, donde hacía de Edith, una de las criadas de un viejo Casanova a finales del siglo XVIII.
Sin salir de ese siglo consiguió trabajar a las órdenes de Sofia Coppola en Marie Antoinette haciendo de la Duquesa de Polignac, una de las mejores amigas de la reina. Poco después consiguió un papel en Sunshine de Danny Boyle, un thriller de ciencia ficción.

En 2007, protagonizó junto a Glenn Close la serie Damages, donde interpretó a Ellen Parsons, una abogada ambiciosa que se dejaba llevar por las crueles intenciones de Glenn Close hasta el final de la serie. Por su papel, estuvo nominada al Globo de Oro a la mejor actriz de reparto en una serie.

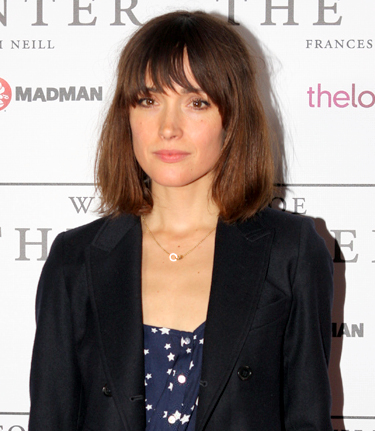
Rose Byrne en el estreno de la película The Hunter en 2011.

En 2008 protagonizó junto a Hugh Dancy Adam, una película sobre un chico con síndrome de Asperger.
En 2011 se unió al elenco de la película X-Men: primera generación donde interpretó a la doctora Moira MacTaggert, una agente de la CIA y el interés amoroso de Charles Xavier (James McAvoy).
En 2012 Rose apareció en la película The Place Beyond the Pines donde interpretó a Jennifer junto a los actores Ryan Gosling y Bradley Cooper.
En 2013 volvió a interpretar a Renai Lambert, la madre de un niño poseído en la película Insidious Chapter 2.
En 2014 apareció en la película Neighbors (Buenos vecinos en Latinoamérica) en donde interpretó a Kelly Radner una mujer y su pareja que son padres de una bebe y se ven envueltos en una serie de conflictos con sus nuevos vecinos, una fraternidad estudiantil rebelde.
En 2015 interpretó a Rayna Boyanov, junto a Melissa McCarthy y Jason Statham en la comedia Spy.

## Vida personal
En 1999, Byrne estuvo en una relación que duró un año con el director australiano Gregor Jordan.
Desde 2008 entrena Jiu-Jitsu y Grappling.[cita requerida] Es amiga de las actrices Krew Boylan y Nadia Townsend, a quienes conoce desde que tenían ocho años. También es amiga de las actrices Glenn Close, Abbie Cornish y Pia Miranda.[cita requerida] Byrne fue dama de honor en la boda de Krew en 2012. Desde 2012 está en una relación con el actor Bobby Cannavale, con quien tiene dos hijos nacidos en 2016 y 2017.

## Filmografía

### Cine
| Año  | Título                                           | Personaje            | Notas                                |
| ---- | ------------------------------------------------ | -------------------- | ------------------------------------ |
| 1994 | Dallas Doll                                      | Rastus Sommers       |                                      |
| 1999 | Two Hands                                        | Alex                 |                                      |
| 1999 | The Date                                         | Sophie               | Cortometraje                         |
| 2000 | The Goddess of 1967                              | B.G.                 |                                      |
| 2000 | My Mother Frank                                  | Jenny                |                                      |
| 2001 | The Pitch                                        | Joven                | Cortometraje                         |
| 2002 | City of Ghosts                                   | Sabrina              |                                      |
| 2002 | Star Wars: Episodio II - El ataque de los clones | Dormé                |                                      |
| 2002 | Heaven                                           | Angie                | Cortometraje                         |
| 2003 | Take Away                                        | Sonja Stilano        |                                      |
| 2003 | The Rage in Placid Lake                          | Gemma Taylor         |                                      |
| 2003 | The Night We Called It a Day                     | Audrey Appleby       |                                      |
| 2003 | I Capture the Castle                             | Rose Mortmain        |                                      |
| 2004 | Wicker Park                                      | Alex Denver          |                                      |
| 2004 | Troya                                            | Briseida de Aquiles  |                                      |
| 2005 | The Tenants                                      | Irene Bell           |                                      |
| 2006 | The Dead Girl                                    | Leah                 |                                      |
| 2006 | Marie Antoinette                                 | Yolande de Polastron |                                      |
| 2007 | 28 Weeks Later                                   | Scarlet Levy         |                                      |
| 2007 | Sunshine                                         | Cassie               |                                      |
| 2007 | Just Buried                                      | Roberta Knickle      |                                      |
| 2008 | The Tender Hook                                  | Iris                 |                                      |
| 2009 | Knowing                                          | Diana Wayland        |                                      |
| 2009 | Adam                                             | Beth Buchwald        |                                      |
| 2010 | Insidious                                        | Renai Lambert        |                                      |
| 2010 | Get Him to the Greek                             | Jackie Q             |                                      |
| 2010 | I Love You Too                                   | Verity               | Cameo                                |
| 2011 | X-Men: primera generación                        | Moira MacTaggert     |                                      |
| 2011 | Bridesmaids                                      | Helen Harris         |                                      |
| 2012 | The Place Beyond the Pines                       | Jennifer Cross       |                                      |
| 2013 | Insidious: Chapter 2                             | Renai Lambert        |                                      |
| 2013 | The Turning                                      | Raelene              |                                      |
| 2013 | The Internship                                   | Dana Simms           |                                      |
| 2013 | I Give It a Year                                 | Nat Redfern          |                                      |
| 2014 | Annie                                            | Grace Farrell        |                                      |
| 2014 | This Is Where I Leave You                        | Penny Moore          |                                      |
| 2014 | Neighbors                                        | Kelly Radner         |                                      |
| 2014 | Unity                                            | Narradora            | Película documental                  |
| 2015 | Adult Beginners                                  | Justine              |                                      |
| 2015 | Spy                                              | Rayna Boyanov        |                                      |
| 2016 | X-Men: Apocalipsis                               | Moira MacTaggert     |                                      |
| 2016 | Neighbors 2: Sorority Rising                     | Kelly Radner         |                                      |
| 2017 | I Love You, Daddy                                | Grace Cullen         |                                      |
| 2018 | Insidious: The Last Key                          | Renai Lambert        | Imágenes de archivo                  |
| 2018 | Juliet, Naked                                    | Annie Platt          |                                      |
| 2018 | Instant Family                                   | Ellie Wagner         |                                      |
| 2018 | Peter Rabbit                                     | Beatrix Potter       | También la voz de Jemima Puddle-Duck |
| 2019 | I Am Mother                                      | La Madre             |                                      |
| 2019 | Jexi                                             | Jexi                 | Voz                                  |
| 2020 | Like a Boss                                      | Mel Paige            |                                      |
| 2020 | Irresistible                                     | Faith Brewster       |                                      |
| 2021 | Peter Rabbit 2                                   | Beatrix Potter       | También la voz de Jemima Puddle-Duck |
| 2022 | Spirited                                         | Karen Blansky        |                                      |
| 2022 | Seriously Red                                    | EP                   |                                      |
| 2023 | Insidious: The Red Door                          | Renai Lambert        |                                      |
| 2023 | Teenage Mutant Ninja Turtles: Mutant Mayhem      | Leatherhead          | Voz                                  |
| 2023 | Ezra                                             | Jenna Brandel        |                                      |

### Televisión
| Año       | Título                               | Personaje        | Notas                                                        |
| --------- | ------------------------------------ | ---------------- | ------------------------------------------------------------ |
| 1995      | Echo Point                           | Belinda O'Connor | Papel principal                                              |
| 1996      | G.P.                                 | Rebecca          | Episodio: «A Man of Action»                                  |
| 1997      | Wildside                             | Heidi Benson     | 2 episodios                                                  |
| 1997      | Fallen Angels                        | Siobhan          | Episodio: «Lerve, Lerve, Lerve»                              |
| 1999      | Heartbreak High                      | Carly Whitely    | Tres episodios                                               |
| 1999      | Big Sky                              | Angie            | Episodio: «A Family Affair»                                  |
| 2000      | Murder Call                          | Sarah Watson     | Episodio: «Still Life»                                       |
| 2005      | Casanova                             | Edith            | 3 episodios                                                  |
| 2007–2012 | Damages                              | Ellen Parsons    | Papel principal; 59 episodios                                |
| 2012      | American Dad                         | Jenny            | Episodio: «Ricky Spanish»                                    |
| 2013      | Portlandia                           | Novia de Fred    | Episodio: «Soft Opening»                                     |
| 2016      | No activity                          | Elizabeth        | 5 episodios                                                  |
| 2017      | The Immortal Life of Henrietta Lacks | Rebecca Skloot   | Película de televisión                                       |
| 2018      | Angie Tribeca                        | Norrah Newt      | Episodio: «Trader Foes»                                      |
| 2020      | Mrs. America                         | Gloria Steinem   | Miniserie                                                    |
| 2021–2023 | Physical                             | Sheila Rubin     | Papel principal; 30 episodios (también productora ejecutiva) |
| 2022–2024 | Bluey                                | Brandy           | Voz; 2 episodios                                             |
| 2022      | The Boys                             | Ella misma       | Episodio: «Herogasm» (cameo)                                 |
| 2022      | The Last Movie Stars                 | Estelle Parsons  | Episodio: «Chapter Three: The Legend of Paul Leonard Newman» |
| 2023      | Platonic                             | Sylvia           | Protagonista; 10 episodios (también productora ejecutiva)    |

### Teatro
| Año  | Obra                                        | Personaje | Director         | Teatro          |
| ---- | ------------------------------------------- | --------- | ---------------- | --------------- |
| 2000 | Three Sisters                               | Irina     | Benedict Andrews | Sydney Theatre  |
| 2001 | La Dispute                                  | Adine     | –                | Sydney Theatre  |
| 2004 | Petunia Takes Tea                           | –         | Laurisa Poulos   | Newtown Theatre |
| 2004 | Short and Sweet                             | –         | –                | Newtown Theatre |
| 2010 | The Children’s Monologues for Dramatic Need | –         | Danny Boyle      | Old Vic Theatre |

### Videos musicales
| Año  | Artista      | Canción         | Notas                        |
| ---- | ------------ | --------------- | ---------------------------- |
| 1999 | Alex Lloyd   | «Black The Sun» | Apareció en el video musical |
| 2002 | Darren Hayes | «I Miss You»    | Apareció en el video musical |
| 2003 | Alex Lloyd   | «1000 Miles»    | Apareció en el video musical |
| 2006 | M.Craft      | «Sweets»        | Apareció en el video musical |

## Premios y distinciones
Festival Internacional de Cine de Venecia
| Año  | Categoría                    | Película             | Resultado |
| ---- | ---------------------------- | -------------------- | --------- |
| 2000 | Copa Volpi a la mejor actriz | La diosa del asfalto | Ganadora  |

| Año  | Categoría                                                                                                  | Premio                   | Serie/Película          | Resultado |
| ---- | --- | ------------------------ | ----------------------- | --------- |
| 2002 | Best Actress                                                                                               | FCCA Award               | The Goddess of 1967     | Nominada  |
| 2003 | Best Actress in a Leading Role                                                                             | AFI Award                | The Rage in Placid Lake | Nominada  |
| 2007 | Best Actress                                                                                               | AFI Award                | Damages                 | Ganadora  |
| 2008 | Best Performance by an Actress in a Supporting Role in a Series, Mini-Series or Motion Picture Made for TV | Golden Globes Award      | Damages                 | Nominada  |
| 2008 | Best Performance by an Aussie In An Overseas Movie                                                         | Movie Extra Film Award   | Sunshine                | Nominada  |
| 2009 | Best Supporting Actress in a Drama Series                                                                  | Primetime Emmy Award     | Damages                 | Nominada  |
| 2010 | Best Performance by an Actress in a Supporting Role in a Series, Mini-Series or Motion Picture Made for TV | Golden Globes Award      | Damages                 | Nominada  |
| 2010 | Best Supporting Actress in a Drama Series                                                                  | Primetime Emmy Award     | Damages                 | Nominada  |
| 2011 | Best Horror Actress                                                                                        | Scream Awards            | Insidious               | Nominada  |
| 2012 | Best Actress                                                                                               | Fangoria Chainsaw Awards | Insidious               | Ganadora  |
| 2012 | Best Jaw Dropping Moment                                                                                   | MTV Movie Awards         | Bridesmaids             | Ganadora  |